# Sielnická hora
Sielnická hora (1051 m) – jeden z najwyższych szczytów w grupie Sielnickich Wierchów w Górach Choczańskich w Centralnych Karpatach Zachodnich na Słowacji.
Sielnická hora leży we wschodniej części Sielnickich Wierchów, pomiędzy Doliną Sesterską na wschodzie a górnym piętrem Doliny Kalameńskiej na zachodzie.